# Mortal Kombat Legends: Snow Blind
Mortal Kombat Legends: Snow Blind é um filme de animação adulta de artes marciais, baseado na franquia Mortal Kombat, lançado em 11 de outubro de 2022, dirigido por Rick Morales e escrito por Jeremy Adams, produzido pela Warner Bros. Animation e animado pelo estúdio sul-coreano Digital eMation. Mortal Kombat Legends: Snow Blind é o terceiro filme da série Mortal Kombat Legends. O filme apresenta elementos do enredo dos jogos Mortal Kombat: Deadly Alliance, Mortal Kombat: Deception e Mortal Kombat 11, e é uma sequência direta de Mortal Kombat Legends: Battle of the Realms (2021). Recebeu críticas mistas a positivas.

## Sinopse
Mortal Kombat Legends: Snow Blind é centrado no personagem Kenshi Takahashi, um espadachim cego. Na trama, Kano e sua gangue, composta por Kabal, Kira e Kobra, invadem a cidade que Kenshin habita. Com isso, Takahashi inicia um treinamento com Kuai Liang, o Sub-Zero.
O filme tenta se aproximar com a violência e os fatalities do jogo.

## Produção
A arte da capa do filme vazou no Twitter em 1º de agosto de 2022. Dois dias depois, em 3 de agosto de 2022, o filme foi anunciado formalmente pela IGN.
David Wenham substituiu Robin Atkin Downes, que dublou o personagem Kano em Mortal Kombat Legends: Scorpion's Revenge. Ron Yuan, que anteriormente dublou Scorpion em Mortal Kombat 11, dublou Sub-Zero nesta obra, substituindo o dublador anterior Bayardo De Murguia, de Battle of the Realms.

## Recepção
Snow Blind apresenta uma classificação de 80% no Rotten Tomatoes com base em cinco análises críticas. Sam Stone, da Comic Book Resources, escreveu que o filme era "a história mais íntima da trilogia Mortal Kombat Legends " e "é tudo sobre o coração do personagem". No entanto, Renaldo Mateen, da CBR, criticou a inclusão de Scorpion no filme como um "personagem de franquia usado em excesso", comentando que "é como se a série não confiasse em outros personagem icônicos, [em vez disso] recorrendo a um movimento criativo preguiçoso e tedioso".
 

Brittany Vincent, da IGN, avaliou o filme com 6 de 10, dizendo que "centralizar o enredo principalmente em torno de Kenshi é uma jogada inteligente" e "é revigorante ver um personagem que não tem muito tempo na tela brilhar por um tempo", mas criticou o enredo por "passar muito tempo em outro lugar, longe de Kenshi, quando já fomos atraídos e queremos aprender mais sobre ele". Stephen Wilds, do ComingSoon.net, elogiou a dublagem, o elenco de personagens e as cenas de luta "envolventes", "mas é difícil não pensar que este filme não agradará tanto aos fãs casuais ou àqueles que não apreciam o gênero apocalíptico ocidental".